# Castelló de la Plana
Castelló de la Plana (bis 2019 kooffizielle spanische Bezeichnung Castellón de la Plana) ist eine Stadt in Spanien mit 180.379 Einwohnern (Stand: 2024), die in der Autonomen Region Valencia liegt. Castelló ist die Hauptstadt der gleichnamigen Provinz.

## Geographie
Castelló liegt etwa 60 Kilometer nördlich von Valencia und 160 Kilometer südlich von Tarragona. Benachbarte Städte sind u. a. Vila-real und Benicàssim. Seit dem 14. November 1955 gehört die 55 Kilometer östlich des Stadtzentrums im Golf von Valencia gelegene Inselgruppe Columbretes zum Stadtgebiet.

## Bildung
Im Westen der Stadt befindet sich die 1991 gegründete und nach Jakob I. (Aragón) benannte Universität Jaume I. 2018 hatte die Universität rund 14.000 Studenten.

## Verkehr
In der Stadt verkehrt seit 2008 der Oberleitungsbus Castelló de la Plana, zurzeit der einzige Oberleitungsbus-Betrieb Spaniens. Der Flughafen Castelló befindet sich 40 Kilometer nordöstlich des Stadtzentrums. Er wurde am 25. März 2011 eingeweiht, wegen fehlender Genehmigungen ging er aber erst Ende 2014 in Betrieb. Der Flughafen Valencia befindet sich in 80 Kilometern Entfernung. Im Stadtgebiet liegt der BP Oil España Heliport.

## Normen von Castelló
Auf einer Versammlung valencianischer Schriftsteller und Sprachwissenschaftler wurde im Jahre 1932 in Castelló beschlossen, die von Pompeu Fabra kodifizierten und damals schon in Katalonien gültigen Normen der katalanischen Orthographie in angepasster Form auch für das Valencianische zu verwenden. Daher werden diese orthographischen Normen auch als Normes de Castelló („Normen von Castelló“) bezeichnet.

## Sehenswürdigkeiten
- Die Konkathedrale Santa María ist das wichtigste Kirchengebäude der Stadt. Das Gebäude wurde mehrfach zerstört, wobei der erste Bau bereits im 13. Jahrhundert errichtet wurde. Die heutige Konkathedrale wurde im Stil der Neugotik erbaut und enthält noch die gotische Hauptfassade des Vorgängerbaus.
- El Fadrí ist der Glockenturm der Konkathedrale Santa María und wurde 1604 im Stil der valencianischen Gotik fertiggestellt. Der 58 Meter hohe Turm gilt heute als das Wahrzeichen der Stadt.
- Die Stierkampfarena Castelló liegt direkt am Stadtpark Park Ribalta und wurde im Jahr 1887 eingeweiht. Sie hat einen Durchmesser von 49 Metern und bietet Platz für 13.000 Menschen.
- Das Postgebäude gehört zu den repräsentativsten Bauwerken der Stadt und wurde im Jahr 1932 im Neomudéjarstil und valencianischen Jugendstil errichtet.
- Die neoklassizistische Basilika Unserer Lieben Frau von Lledó enthält das Gnadenbild der Jungfrau von Lledó, der Hauptpatronin der Stadt.

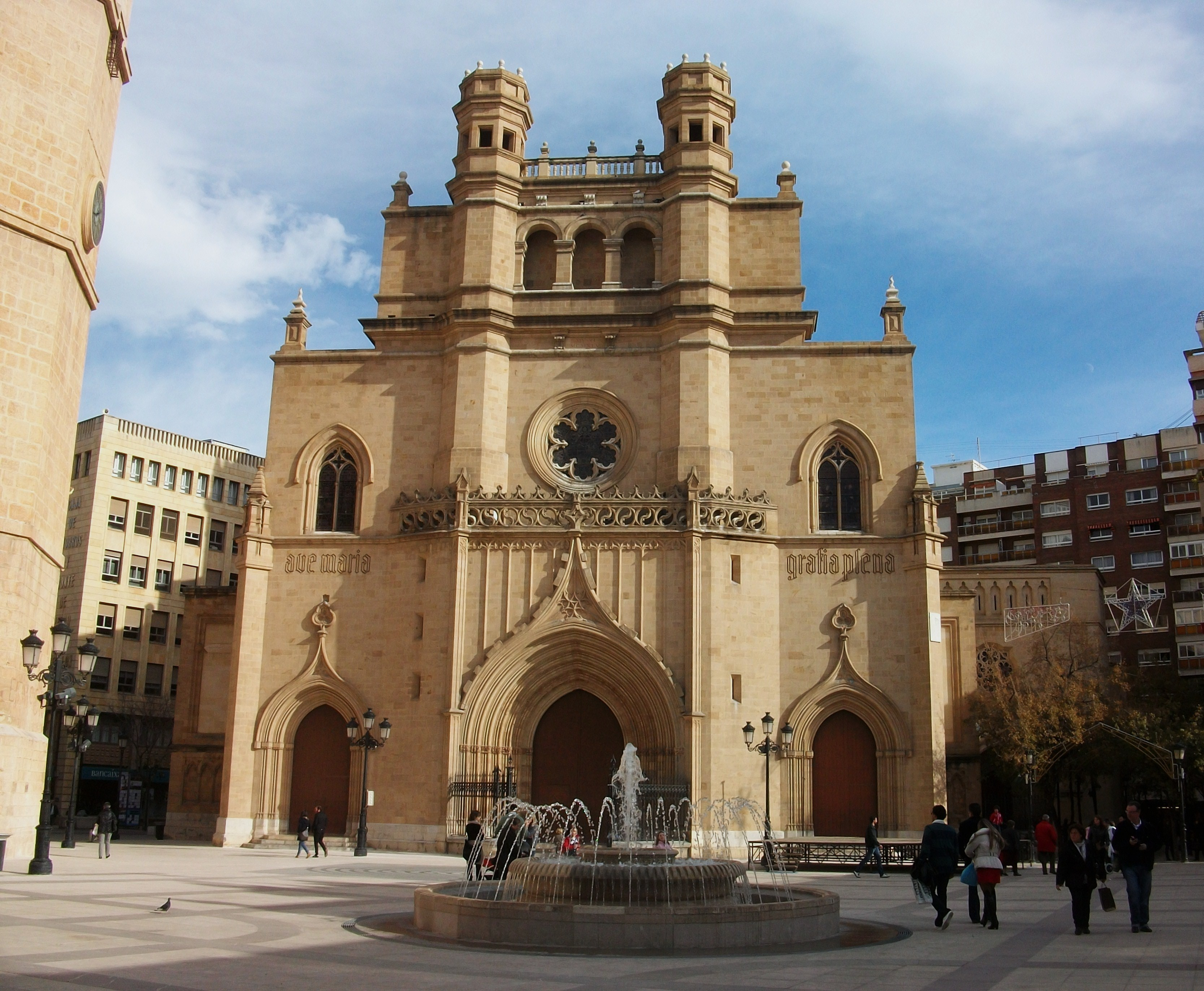
Gotische Hauptfassade der Konkathedrale Santa María
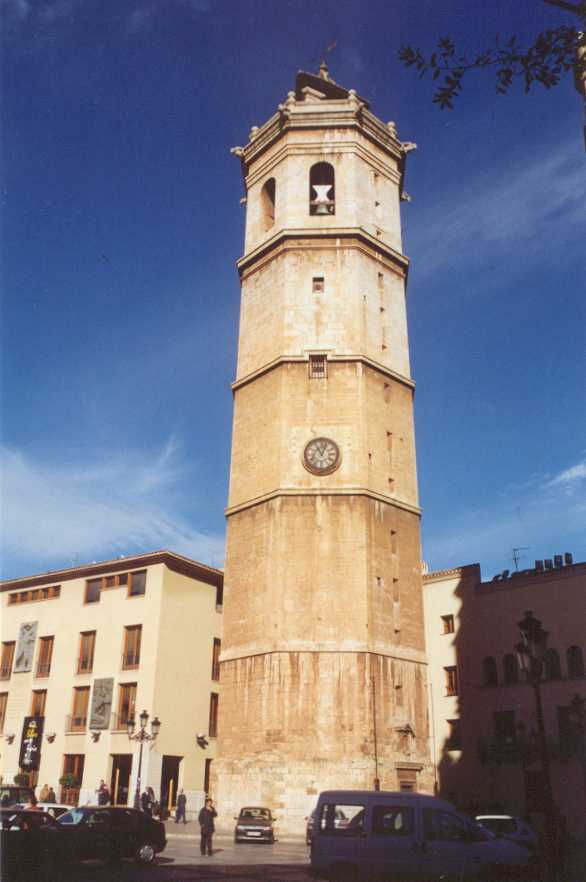
Glockenturm El Fadrí
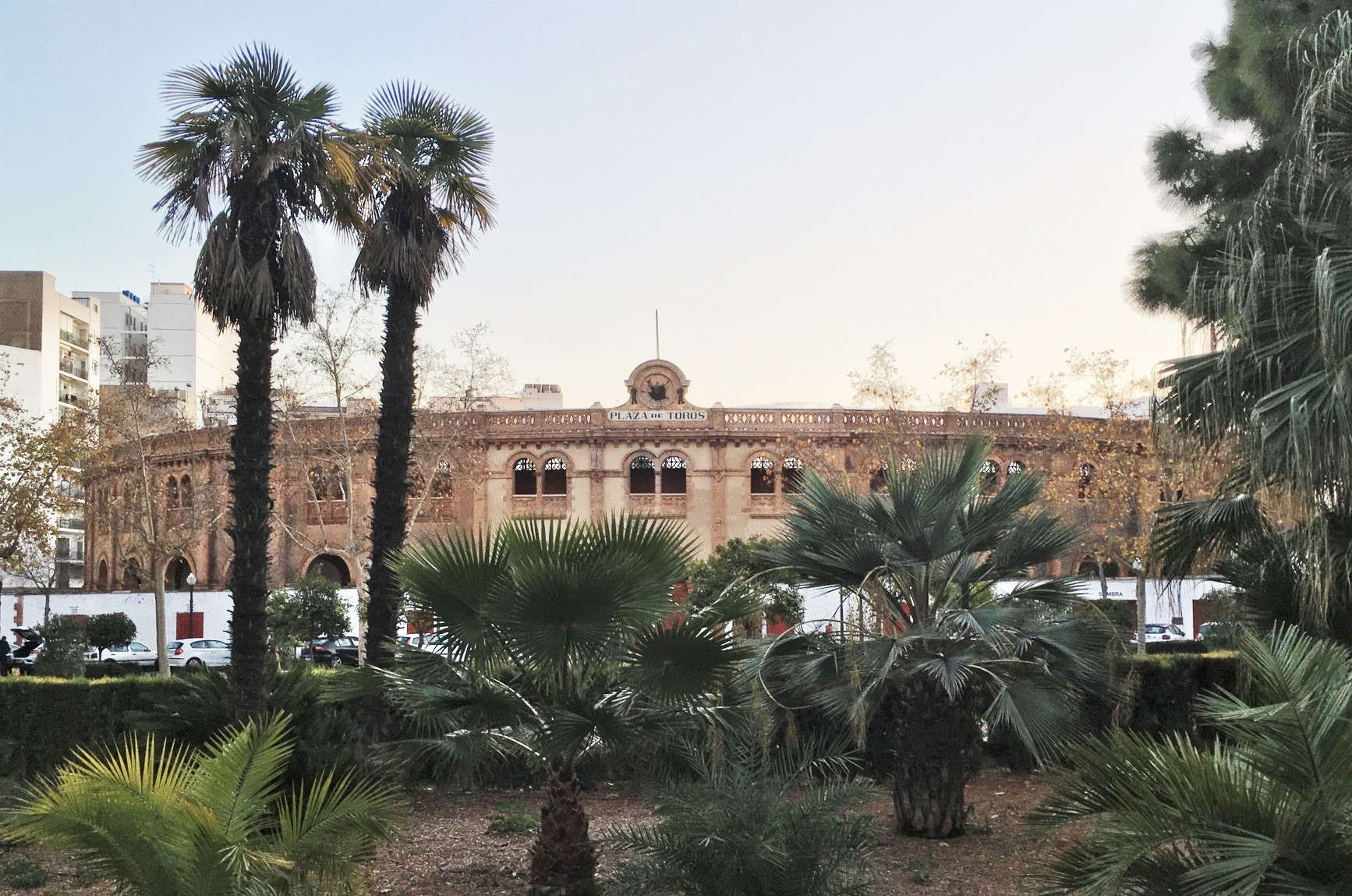
Stierkampfarena Castelló
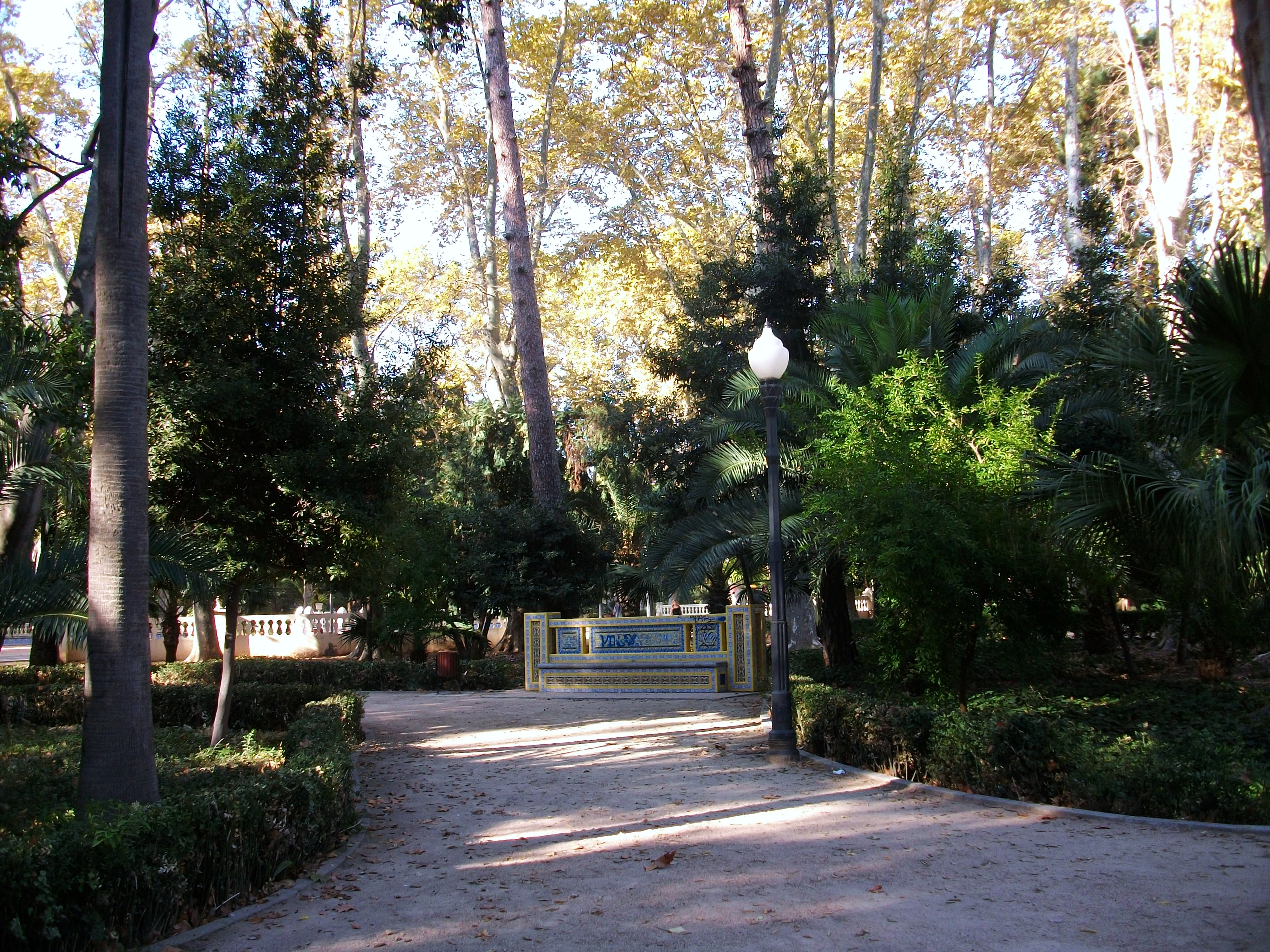
Park Ribalta
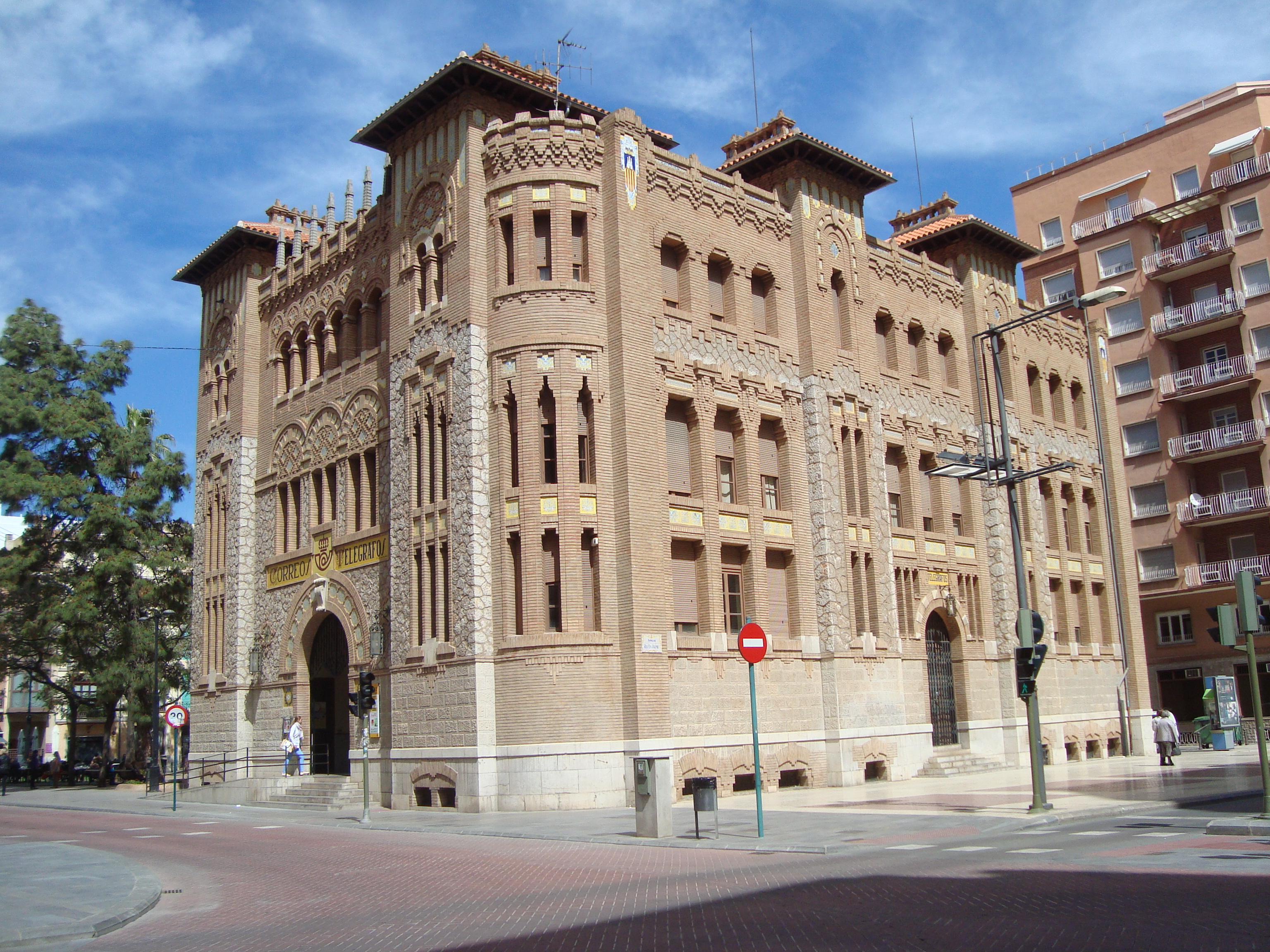
Postgebäude Castelló
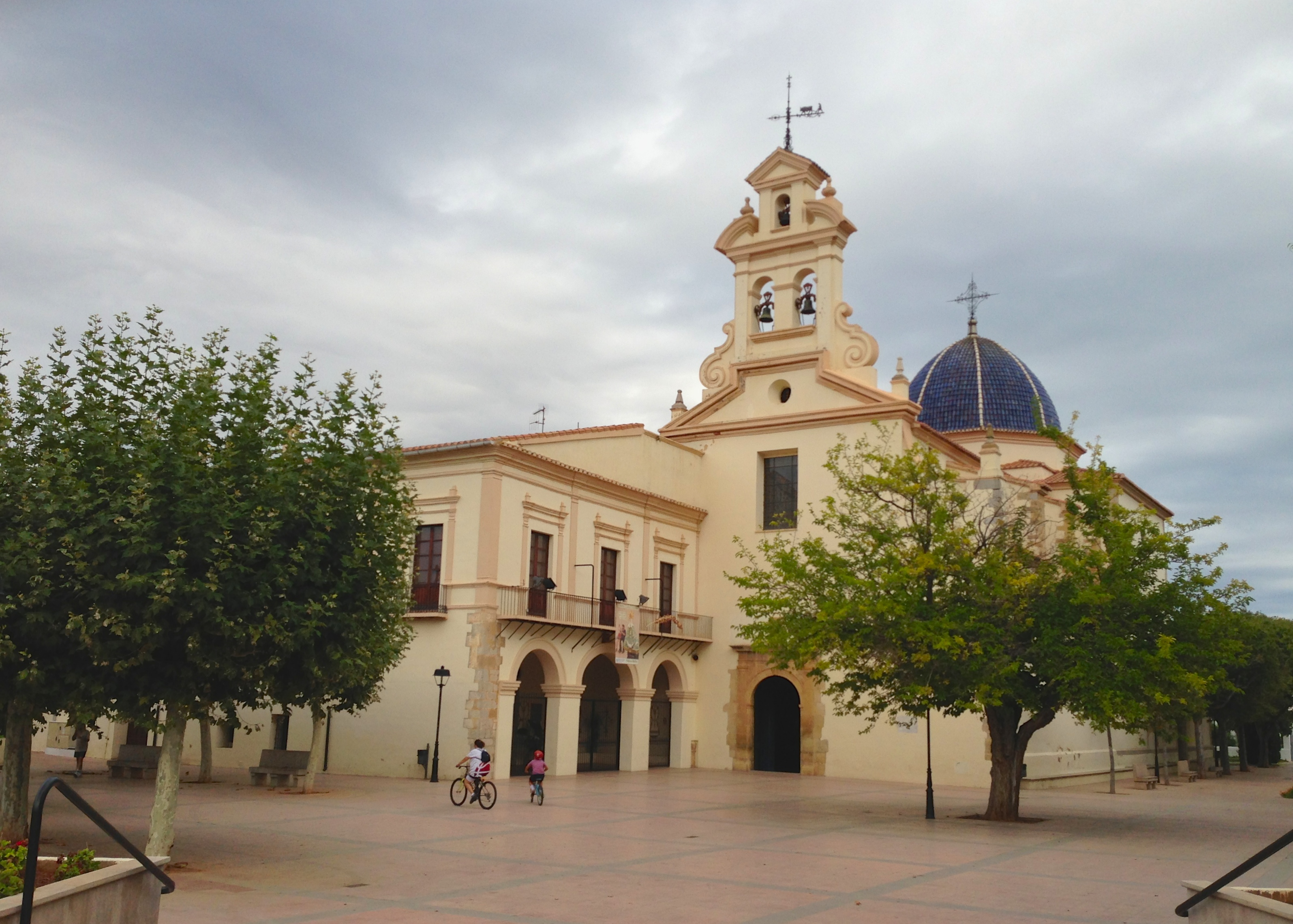
Basilika Unserer Lieben Frau von Lledó

## Persönlichkeiten
- Elena Sanz y Martínez de Arizala (1849–1898), Opernsängerin
- Miguel Borrul Castello (1866–1926), Flamencogitarrist
- Matilde Salvador i Segarra (1918–2007), Komponistin und Malerin
- Josefina Salvador i Segarra (1920–2006), Violinistin und Musikpädagogin
- Germà Colon (1928–2020), Philologe
- Sergio Aragonés (* 1937), Comic-Zeichner
- Manuel Sáez (* 1961), Künstler
- Juan Antonio Orenga (* 1966), Basketballspieler und -trainer
- David Ortega (* 1979), Schwimmer
- Sergio García (* 1980), Profigolfer
- Marina Albiol (* 1982), Politikerin
- Pablo Herrera Allepuz (* 1982), Beachvolleyballspieler
- Joan Barreda Bort (* 1983), Motorradrennfahrer
- Pablo Hernández Domínguez (* 1985), Fußballspieler
- Roberto Bautista Agut (* 1988), Tennisspieler
- Roberto Merhi (* 1991), Rennfahrer
- Pablo Torrijos (* 1992), Dreispringer
- Andrés Artuñedo Martinavarro (* 1993), Tennisspieler
- Pablo Fornals (* 1996), Fußballspieler
- Sara Sorribes Tormo (* 1996), Tennisspielerin
- Carmen Arrufat (* 2002), Schauspielerin